# David Donohue
David Donohue (Morristown, New Jersey, 5 januari 1967) is een Amerikaans autocoureur. Hij is de zoon van Mark Donohue, die eveneens autocoureur was. In 2009 won hij de 24 uur van Daytona.

## Carrière
Donohue begon zijn autosportcarrière in 1991. In 1992 en 1993 reed hij in zes races van de NASCAR Busch Series, en in 1994 werd hij kampioen in de IMSA Bridgestone Supercar Championship. In 1995 reed hij vijf races in de Indy Lights, met een elfde plaats bij zijn debuut op het Stratencircuit Long Beach als beste resultaat. In 1996 stapte hij over naar het nieuwe North American Touring Car Championship, dat hij in 1997 wist te winnen in een Dodge Stratus.
In 1998 debuteerde Donohue in de 24 uur van Le Mans. Samen met Justin Bell en Luca Drudi won hij de GT2-klasse van de race. Ook debuteerde hij dat jaar in de FIA GT. In 1999 kwam hij uit in de American Le Mans Series, waarin hij samen met Olivier Beretta drie races won in de GTS-klasse. Tot 2002 reed hij ieder jaar in deze klasse, maar alleen in 2000 behaalde hij nog een zege. Dat jaar werd hij ook samen met Ni Amorim en Anthony Beltoise tweede in de GTS-klasse van de 24 uur van Le Mans. In 2001 reed hij nog een paar races in zowel de NASCAR Busch Series als de NASCAR Truck Series.
In 2003 stapte Donohue over naar de Rolex Sports Car Series, waarin hij voor Brumos Racing samen met Mike Borkowski drie overwinningen behaalde. Hij eindigde achter Terry Borcheller als tweede in het klassement. In de volgende vijf seizoenen won hij geen races meer, maar stond hij wel zeven keer op het podium. In 2009 won hij met Antonio García, Darren Law en Buddy Rice de 24 uur van Daytona, precies veertig jaar nadat zijn vader dezelfde race won. Het was dat jaar zijn enige zege in de Rolex Sports Car Series en werd zesde in de eindstand. In de drie seizoenen die volgden, werd hij achtereenvolgens achtste, derde en vierde in de eindstand, maar won hij geen races. In 2013 stapte hij binnen het kampioenschap over naar de GX-klasse, waarin hij in zijn klasse de 24 uur van Daytona won. De race op Road Atlanta later dat jaar was zijn laatste evenement als coureur.